# Dignity Health Sports Park
Dignity Health Sports Park es un estadio multipropósito ubicado en Carson (California, Estados Unidos). Se le denomina la catedral del soccer, dado que es el estadio específico para fútbol de mayor capacidad del país, con 27 000 localidades. Además del estadio de fútbol, posee un velódromo con 2500 localidades, y un estadio de tenis con 13 000 localidades.
Es el escenario local del Los Angeles Galaxy, y anteriormente de los Chivas USA de la Major League Soccer y Los Angeles Sol de fútbol femenino. Desde 2006 hasta 2008 fue sede del Los Angeles Riptide de lacrosse.
Ha sido escenario de la Copa Mundial de fútbol femenino FIFA 2003. Desde 2004 hasta 2006 fue sede del Seven de Estados Unidos, un campeonato de selecciones de rugby 7. En 2005 se realizó allí el campeonato nacional de atletismo. También albergó varias ediciones de los X Games.
La empresa de venta de boletos de espectáculos StubHub es el patrocinador titular del estadio a partir del 1 de junio de 2013.
El equipo de Los Angeles Chargers de la National Football League usó el estadio a partir de la temporada 2017 hasta su mudanza al SoFi Stadium localizado en Inglewood, California, en donde el equipo juega junto con Los Angeles Rams, desde la temporada 2020 de la NFL.

## Fútbol

### Copa de Oro de la Concacaf 2015
| Fecha              | Fase         | Equipo      | Resultado              | Resultado | Resultado          | Equipo  | Espectadores |
| ------------------ | ------------ | ----------- | ---------------------- | --------- | ------------------ | ------- | ------------ |
| 8 de julio de 2015 | Primera fase | Costa Rica  | Bandera de Costa Rica  | 2-2       | Bandera de Jamaica | Jamaica | 22 648       |
| 8 de julio de 2015 | Primera fase | El Salvador | Bandera de El Salvador | 0-0       | Bandera de Canadá  | Canadá  | 22 648       |

### Copa de Oro de la Concacaf 2025
| Fecha               | Fase           | Equipo  | Resultado          | Resultado | Resultado                      | Equipo    | Espectadores |
| ------------------- | -------------- | ------- | ------------------ | --------- | ------------------------------ | --------- | ------------ |
| 16 de junio de 2025 | Fase de grupos | Panamá  | Bandera de Panamá  | 5-2       | Bandera de Guadalupe (Francia) | Guadalupe | 18 262       |
| 20 de junio de 2025 | Fase de grupos | Jamaica | Bandera de Jamaica | 0-1       | Bandera de Guatemala           | Guatemala | 18 262       |

## Otros deportes
El equipo de Los Angeles Chargers juega en el Dignity Health Sports Park a partir de la temporada 2017 de la NFL.
Sera sede de Rugby 7, Pentatlón moderno, Tenis, Ciclismo de pista, Hockey sobre hierba en los Juegos Olímpicos de Los Ángeles 2028.

## Eventos artísticos
- Soda Stereo - "Me Verás Volver Tour" - 21 de noviembre de 2007
- Curiosa Festival
- Dave Matthews Band
- Héroes del Silencio - Héroes del Silencio Tour 2007 - 28 de septiembre de 2007
- Green Day
- KROQ L.A. Invasion (Antes la Inland Invasion in San Bernardino)
- Linkin Park - Honda Civic Tour - 8 de septiembre de 2012
- Maná - Revolución de Amor Tour - 3 de octubre de 2003
- Vans Warped Tour
- Óscar de la Hoya vs. Stevie Forbes
- Shane Mosley vs. Ricardo Mayorga